# Venda do Pinheiro e Santo Estêvão das Galés
Venda do Pinheiro e Santo Estêvão das Galés (llamada oficialmente União das Freguesias de Venda do Pinheiro e Santo Estêvão das Galés) es una freguesia portuguesa del municipio de Mafra, distrito de Lisboa.

## Historia
Fue creada el 28 de enero de 2013 en aplicación de una resolución de la Asamblea de la República de Portugal promulgada el 16 de enero de 2013 con la unión de las freguesias de Santo Estêvão das Galés y Venda do Pinheiro, pasando su sede a estar situada en la antigua freguesia de Venda do Pinheiro.

## Demografía
| Gráfica de evolución demográfica de Venda do Pinheiro e Santo Estêvão das Galés entre 2011 y 2021 |
|                                                                                                   |
| Datos según el nomenclátor publicado por el INE portugués.                                        |